# Vallcrosa
Vallcrosa, de vegades també anomenat Vallicrosa (i en francès Bellecroze), és un poble del terme comunal de Cameles, a la comarca del Rosselló, de la Catalunya Nord.
Està situat en el sector central del terme comunal al qual pertany, a 1.200 m al nord-est del cap comunal, Cameles, i a 750 al nord-oest, de Polig.
Tot i ser un poble petit, s'hi reconeixen tres veïnats: Vallcrosa de Baix, Vallcrosa de Dalt i Vallcrosa del Mig. Conserva les restes de l'església romànica de Sant Miquel de Vallcrosa.